# Goddamnit
Goddamnit è l'album di debutto della band pop punk/emo Alkaline Trio, pubblicato nel 1998 dalla Asian Man Records.

## Tracce
1. Cringe – 2:23
2. Cop – 2:18
3. San Francisco – 3:52
4. Nose Over Tail – 2:37
5. As You Were – 2:11
6. Enjoy Your Day – 2:17
7. Clavicle – 2:28
8. My Little Needle – 3:01
9. Southern Rock – 3:05
10. Message From Kathlene – 3:22
11. Trouble Breathing – 3:55
12. Sorry About That – 3:21

## Formazione
- Matt Skiba – voce, chitarra
- Dan Andriano – voce, basso
- Glenn Porter – batteria